# Räntesnurra
Räntesnurra är en metod för skatteplanering, där med varandra branschnära företag använder lån och förvärv för att sänka sin skatt. Sådan skatteplanering med ränteavdrag är mycket vanlig i internationell skatteplanering. Det kan innebära att ett svenskt bolag lånar pengar till hög ränta av ett bolag i ett lågskatteland, och detta bolag i sin tur lånat pengarna av det svenska bolaget till låg ränta. Det flyttar vinster från högskatteland till lågskatteland. Enligt Skatteverket var regelverket 2009 kring detta särskilt förmånligt i Sverige jämfört med andra länder. Den av regeringen utsedda Företagsskattekommittén har i sitt förslag från den 12 juni 2014 föreslagit att avdrag inte får göras för finansiella kostnader som inte motsvaras av finansiella intäkter. Därmed skulle alla former av räntesnurror stoppas. Förslaget föreslås träda i kraft den 1 juni 2016. Rapport fick ett blandat mottagande bland ekonomer. I den av Entreprenörskapsforum utgivna kommentaren till rapporten noterades att reformen skulle gynna den majoritet av företag som inte förlitar sig på lån. Däremot ansåg läget mer oklart för de snabbväxande entreprenöriella företagen i Sverige. Reformen skulle också kunna gynna konkurrensen då stora internationella företag inte får fördelar av att de kan utnyttja räntesnurror. 
En variant som är vanlig där räntesnurror inte tillåts, är att varuhandel på papperet går via ett bolag i ett lågskatteland, och där priserna sätts så att vinsterna hamnar i lågskattelandet.